# Krywotyn
Krywotyn (ukr. Кривотин) – wieś na Ukrainie w rejonie emilczyńskim obwodu żytomierskiego.